# Міка (футболіст)
Міка (порт. Michael Simões Domingues, нар. 8 березня 1991, Івердон-ле-Бен) — португальський футболіст, воротар клубу «Морейренсе».
Виступав також за клуби «Боавішта» та «Академіка», а також молодіжну збірну Португалії.

## Клубна кар'єра
Народився 8 березня 1991 року в місті Івердон-ле-Бен.
У дорослому футболі дебютував 2010 року виступами за команду «Уніан Лейрія», в якій провів один сезон, взявши участь у 4 матчах чемпіонату. 
Згодом з 2011 по 2014 рік грав у складі команд «Бенфіка», «Бенфіка Б» та «Атлетіку» (Лісабон).
Своєю грою за останню команду привернув увагу представників тренерського штабу клубу «Боавішта», до складу якого приєднався 2014 року. Відіграв за клуб з Порту наступні два сезони своєї ігрової кар'єри. Більшість часу, проведеного у складі «Боавішти», був основним голкіпером команди.
Протягом 2016—2019 років захищав кольори клубів «Сандерленд», «Уніан Лейрія» та «Белененсеш САД».
У 2019 році уклав контракт з клубом «Академіка», у складі якого провів наступні три роки своєї кар'єри гравця.  Граючи у складі «Академіки» (Коїмбра) також здебільшого виходив на поле в основному складі команди.
Протягом 2023 року захищав кольори клубу «Віторія» (Сетубал).
До складу клубу «Морейренсе» приєднався 2024 року. 

## Виступи за збірні
У 2011 році дебютував у складі юнацької збірної Португалії (U-20), загалом на юнацькому рівні взяв участь у 17 іграх, пропустивши 8 голів.
Протягом 2011–2012 років залучався до складу молодіжної збірної Португалії. На молодіжному рівні зіграв у 6 офіційних матчах, пропустив 10 голів.